# Neoclytus curvatus
Neoclytus curvatus là một loài bọ cánh cứng trong họ Cerambycidae.